# Ряботенко, Александр Иванович
Александр Иванович Ряботенко (1896 — 1938) — сотрудник органов охраны правопорядка, старший майор милиции (1936).

## Биография
Родился в украинской семье рабочего. Получил неполное среднее образование окончив экстерном 5 классов средней школы в Киеве. Член РКП(б) с 1920. Член Киевского окружного комитета КПБ(У) с 24 мая 1934, кооптирован 23 мая 1937, также член президиума Киевской окружной избирательной комиссии с января 1935.
Являлся начальником Всеукраинской школы милиции и криминального розыска. Начальник УРКМ НКВД Киевской области с 1934 до августа 1937, затем до февраля 1938 Сталинской области. 11 марта 1938 за подписью народного комиссара внутренних дел УССР А. И. Успенского всем начальникам Управлений НКВД областей была разослана телеграмма, в которой содержался приказ про выявление антисоветского элемента среди сотрудников милиции, которые являются членами так называемого “Украинского национального центра”. За это дело в Киевской области взялся начальник областного управления НКВД по Киевской области Алексей Романович Долгушев. По задумке наркома этот антисоветский центр возглавлял А. И. Ряботенко.
Арестован в Киеве 22 февраля 1938. 16 (по другим данным 14) марта 1938 уволен из милиции по статье 33-Д (в связи с арестом). Приговорён Военной Коллегией Верховного Суда СССР 26 сентября 1938 к ВМН и расстрелян в день вынесения обвинительного приговора. Реабилитирован Военной Коллегией Верховного Суда СССР 3 октября 1957 посмертно.

### Звания
- капитан милиции;
- майор милиции;
- старший майор милиции, 11 июля 1936.

### Награды
- Орден Трудового Красного Знамени Украинской ССР, 9 ноября 1932.
- Почётный сотрудник госбезопасности, 17 ноября 1937.
- Почётный работник рабоче-крестьянской милиции.